# 무라트 야킨
무라트 야킨(튀르키예어: Murat Yakın 무라트 야큰[*], 1974년 9월 15일 바젤~)은 스위스의 축구 선수 출신 현 축구 지도자로 현재 스위스 축구 국가대표팀의 감독을 맡고 있다. 또한 전 축구 선수이자 이스탄불스포르 전 사령탑인 하칸 야킨의 친형으로도 알려져 있으며 스위스와 튀르키예 국적 보유자이다.

## 선수 경력

### 구단 경력
1974년 9월 15일 스위스 바젤에서 튀르키예계 부모 사이에서 태어나 그라스호퍼 클럽 취리히 입단을 통해 프로에 전격 데뷔한 이후 VfB 슈투트가르트, 페네르바흐체 SK, FC 바젤, FC 카이저슬라우테른 등에서 활동했다.
특히 그라스호퍼 취리히 소속으로 1992-93 시즌부터 1996-97 시즌까지 활약하며 스위스 슈퍼리그 2회 우승(1994-95, 1995-96) 및 1회 준우승(1993-94), 1996-97 시즌 리그 3위, 스위스컵 1회 우승(1993-94) 및 2회 준우승(1992-93, 1994-95) 등에 기여했고 고향팀인 FC 바젤에서는 2001-02 시즌부터 2005-06 시즌까지 5시즌동안 핵심 수비수로 활약하며 리그 3회 우승(2001-02, 2003-04, 2004-05) 및 2회 준우승(2002-03, 2005-06), 스위스컵 2회 우승(2001-02, 2002-03) 등에 기여했으며 2005-06 시즌을 끝으로 13년간의 선수 생활을 마감했다.

### 국가대표팀
1994년 9월 6일 아랍에미리트와의 친선 경기에서 스위스 A대표팀 소속으로 국제 A매치 데뷔전을 치른 뒤 1996년 10월 6일 핀란드와의 1998년 FIFA 월드컵 유럽 지역 예선 3조 2차전에서 A매치 데뷔골을 넣었다.
이후 UEFA 유로 2004 본선 엔트리에 이름을 올렸지만 팀은 크로아티아, 잉글랜드, 프랑스를 상대로 1무 2패·B조 최하위로 조별리그에서 탈락했으며 2004년 10월 9일 이스라엘과의 2006년 FIFA 월드컵 유럽 지역 예선 4조 3차전을 끝으로 A매치 통산 49경기 4골의 기록을 남기고 국가대표팀 은퇴를 선언했다.

## 지도자 경력

### 스위스 리그 1기
선수 은퇴 후 콩코르디아 바젤과 친정팀인 그라스호퍼 취리히의 수석 코치를 거쳐 FC 프루엔펠트의 감독을 역임한 뒤 그라스호퍼 취리히 B팀의 감독을 맡다가 2009-10 시즌을 앞두고 당시 스위스 챌린지리그의 FC 툰의 감독으로 부임하자마자 스위스 챌린지리그 우승 및 차기 시즌 스위스 슈퍼리그 승격을 이끌었고 2010-11 시즌 스위스 슈퍼리그에서는 5위로 2005-06 시즌 이후 6시즌만의 유럽 클럽 대항전 진출의 성과를 이끄는 등 2010-11 시즌까지 74경기 35승 23무 16패의 성적을 기록했다.
그 후 2012-13 시즌을 앞두고 친정팀이자 고향팀인 FC 바젤의 감독으로 부임하여 2013-14 시즌까지 공식전 99경기 56승 28무 15패의 성적으로 팀의 리그 2회 연속 우승(2012-13, 2013-14)을 이끌었고 2013-14년 UEFA 챔피언스리그에서는 비록 16강 진출은 좌절되었지만 잉글랜드 프리미어리그의 첼시 FC와의 2번의 맞대결을 모두 승리로 이끌었다.

### 스파르타크 모스크바
2013-14 시즌 이후 바젤을 떠나 러시아 프리미어리그의 스파르타크 모스크바의 감독으로 부임했지만 32경기 13승 8무 11패의 성적을 남기며 단 1년만에 러시아를 떠났다.

### 스위스 리그 2기
스파르타크 모스크바 감독직을 내려놓은 후 2016-17 시즌이 진행 중이던 2016년 12월 스위스 챌린지리그의 FC 샤프하우젠 감독으로 취임하여 2016-17 시즌을 마칠 때까지 19승 2무 4패의 승률을 기록하며 팀의 2016-17 시즌 스위스 챌린지리그 4위의 성적을 이끌었다.
그 후 2017-18 시즌부터 2018-19 시즌까지 그라스호퍼 취리히와 FC 시옹의 사령탑을 역임한 뒤 2019-20 시즌을 앞두고 샤프하우젠의 감독으로 재부임하여 2020-21 시즌까지 2시즌동안 77경기 22승 26무 29패의 성적을 거두며 4년만의 스위스 챌린지리그 4위의 성적을 이끌었다.

### 스위스 A대표팀
2021년 8월 9일 UEFA 유로 2020에서 스위스의 사상 첫 유로 대회 8강이자 자국에서 열렸던 1954년 FIFA 월드컵 이후 67년만의 메이저 대회 8강 진출을 이끈 후 물러난 블라디미르 페트코비치 후임 감독으로 부임하여 유로 챔피언 이탈리아를 따돌리며 부임한지 단 3개월만에 스위스의 5회 연속 월드컵 본선 진출을 이끌었다.
그 후 2022년 FIFA 월드컵 본선에서 2승 1패·G조 2위로 3회 연속 월드컵 16강 진출을 이끌었지만 포르투갈과의 16강에서 상대팀인 곤살루 하무스에 해트트릭을 헌납하는 등 무려 6골을 내주고 1-6으로 대패하며 68년만의 월드컵 8강 진출이자 2회 연속 메이저 대회 8강 진출이 무산되었다.
그러나 UEFA 유로 2024 본선에서 개최국 독일에 이어 A조 2위로 16강에 오른 뒤 16강에서 디펜딩 챔피언 이탈리아를 또 한번 따돌리고 2회 연속 유로 대회 8강 진출을 이뤄냈다.

## 대회 성적

### 클럽 (선수)
그라스호퍼 클럽 취리히
- 스위스 슈퍼리그 : 우승 (1994-95, 1995-96), 준우승 (1993-94), 3위 (1996-97)
- 스위스컵 : 우승 (1993-94), 준우승 (1992-93, 1994-95)

FC 바젤
- 스위스 슈퍼리그 : 우승 (2001-02, 2003-04, 2004-05), 준우승 (2002-03, 2005-06)
- 스위스컵 : 우승 (2001-02, 2002-03)

### 클럽 (지도자)
FC 툰
- 스위스 챌린지리그 : 우승 (2009-10)

FC 바젤
- 스위스 슈퍼리그 : 우승 (2012-13, 2013-14)

FC 샤프하우젠
- 스위스 챌린지리그 : 4위 (2016-17, 2020-21)